# 纳兹里·阿都阿兹
拿督斯里莫哈末纳兹里·阿都哈兹（1954年5月15日—），马来西亚政治人物，为巫统党员。

## 政治生涯

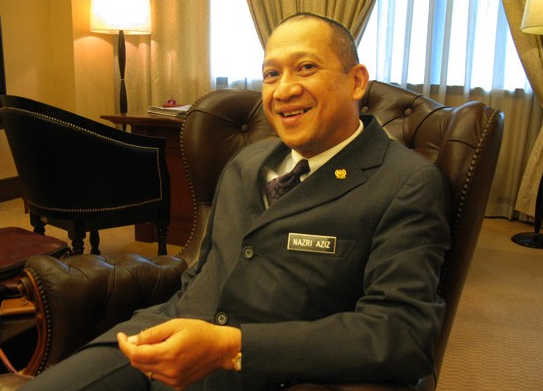
纳兹里

自2004年马来西亚大选以来，纳兹里代表国民阵线当选为霹雳硝山的国会议员。2018年5月9日马来西亚第十四届大选，他继续连任该议席。纳兹里也是巫统中央委员，并曾担任前首相署部长（负责司法与国会事务）和旅遊與文化部长。
在2020年喜来登政变时，纳兹里曾一度支持安华出任首相，其后也试图拉倒慕尤丁内阁，但并未成功。直到2021年，纳兹里与其他巫统同僚撤回对慕尤丁的信任，成功让巫统党藉的依斯迈沙比里取而代之。
2022年大选，纳兹里宣布不再参选，将机会让于年轻一代。
纳兹里自2023年至2025年担任马来西亚驻美国大使。

## 确诊冠病
2021年1月18日，纳兹里确诊2019冠狀病毒病，在哥打巴鲁的苏丹后再娜二世医院接受隔离治疗，并于1月19日接受网络媒体《当今大马》询问时，证实该消息。1月28日，纳兹里康复出院。

## 争议

### “废除华小与淡小”论
2019年2月23日，纳兹里在士毛月为国阵候选人扎卡利亚哈那菲（Zakaria Hanafi）助选时声称，华校与淡米尔学校为非巫裔的特权，若非巫裔要求废除马来人特权，那他就会要求废除华小与淡小：
|  | 要记得，华裔与印裔也有他们的特权。他们的特权是什么？他们有华淡小。 |

|          | 我要告诉他们，若他们要求废除马来特权，那么我就要求废除华校与淡米尔学校。只有这样才公平。我们不能只让一族牺牲，各族群都必须牺牲。 |
| ——纳兹里 | |

该言论被认为是种族主义的论述，遭到各界猛烈炮轰。前净选盟主席安美嘉形容，纳兹里发表的言论令人震惊和不可接受。马华公会总秘书周美芬也敦促国阵撤除纳兹里的国阵总秘书职，以免伤害国阵盟党关系而破坏大局。
2月25日，纳兹里召开记者会否认有关说法，强调捍卫多源流教育的立场，澄清本身言论已遭断章取义。他说本身的言论已经遭有心人曲解，并称只是想表明，马来西亚各族都不应质疑其他族群的权益：“我严正否认曾说过想要废除或关闭多源流学校！事实上，身为一名前内阁部长，我过去18年来，都在捍卫多元流教育，包括各族使用母语的权力。”
2月26日，全国总警长莫哈末·弗兹证实警方已援引煽动法令第4（1）条文调查纳兹里所发表的言论。
3月3日，马华公会青年团总团长王晓庭因要求警方调查纳兹里，受警方传召助查。随后，王晓庭在个人面子书专页上指出，她感谢警方非常专业和尽责地调查纳兹里言论事件，而她也希望任何政党领袖，都不应该再发表任何类似的种族性言论。

## 个人荣誉
- 马六甲：
  -  马六甲荣誉勋章（DMSM）—拿督（1993年）[19]
- 霹靂：
  -  霹雳王冠斯里勋章（SPMP）—拿督斯里（2000年）[19]

- 彭亨
  -  苏丹阿末沙效忠斯里勋章（SSAP）—拿督斯里（2008年）[19]

- 吉兰丹：
  -  吉兰丹精神拿督勋章（DJMK）—拿督（2011年）[19]